# Eublepharis macularius
Il geco leopardo o geco leopardino (Eublepharis macularius (Blyth, 1854)) è un geco crepuscolare della famiglia Eublepharidae che vive nei deserti non sabbiosi dell'Asia meridionale.

## Etimologia
Il nome generico "Eublepharis" deriva dal greco e significa "vera palpebra" per via delle sue palpebre mobili al contrario di quelle degli altri gechi, mentre "macularius" è in riferimento alle macchie nere che ha sul corpo.

## Descrizione

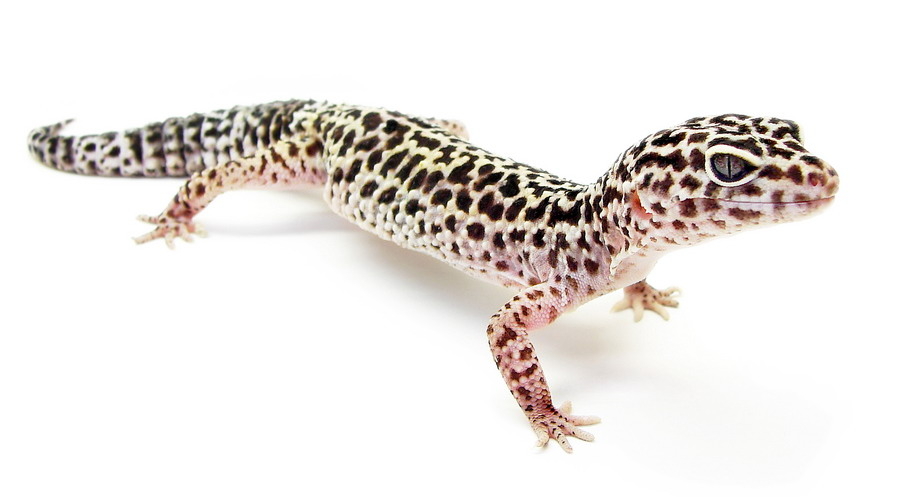
Eublepharis macularius

A differenza di molti altri gechi, i gechi leopardo possiedono palpebre mobili. Mancano, invece, di lamelle adesive, il che li rende incapaci di arrampicarsi su superfici lisce; sono provvisti, al contrario, di unghie su ogni dito, utili al loro modo di vita terricolo ed eventualmente ad arrampicarsi sulle rocce.
I gechi leopardo hanno una grossa coda, lunga leggermente meno della metà del corpo. All'interno della coda vi sono depositi adiposi che costituiscono una fonte metabolica d'acqua. Tali riserve adipose permettono ai gechi di resistere al digiuno in misura maggiore di molte altre specie di sauri. Sembra anche che tali riserve avvantaggino l'animale pure in situazioni stressanti e di malattia. Come per molti altri sauri, la coda può andare incontro ad autotomia (distacco volontario) come meccanismo difensivo quando l'animale è attaccato o quando la coda è afferrata, tirata o traumatizzata. La coda ricresce, ma sarà diversa da quella originale: in generale ha superficie più liscia, più a bulbo e con un pattern di macchie più confuso. Il processo rigenerativo richiede da due a sei settimane, variabile secondo l'entità della perdita, dell'età, della dieta e dello stato di salute del geco.
Il geco leopardino varia tra diversi pattern che si riconoscono già dalla nascita. La cute della parte ventrale del corpo è bianca. La cute è coperta da piccoli tubercoli. Sono state selezionate diverse colorazioni dagli allevatori, che prendono il nome di morph.
I piccoli gechi, alla nascita, sono lunghi circa 8 cm e pesano 2,5-3 g. Raggiungono la grandezza da adulti all'incirca a 9-18 mesi d'età (variabile secondo le condizioni d'allevamento). Possono pesare da 40 a 80 g e raggiungere una lunghezza totale di oltre 20/25 cm. I maschi adulti tendono ad essere più grandi delle femmine.

## Biologia

### Comportamento
È una specie crepuscolare che si procura il cibo alla mattina e al tramonto per poi durante il giorno ripararsi dalle temperature estreme in tane sotterranee. Prima di attaccare scodinzola o sbatte la coda più volte contro il terreno.

### Riproduzione
È un animale oviparo e il sesso della prole è determinato dalla temperatura di incubazione delle uova: se bassa, la covata è di sole femmine; se relativamente alta, soprattutto di maschi con una percentuale approssimativa del 20% di femmine provviste di gonadi e dunque riproduttive.
Il dimorfismo sessuale è facilmente individuabile in quanto il maschio presenta pori pubici pre anali più marcati, mentre generalmente le femmine li presentano meno marcati.

## Distribuzione e habitat
Si ritrova in natura in Asia, in particolare in Iran, Afghanistan meridionale, Pakistan e India nord-occidentale.

## In cattività

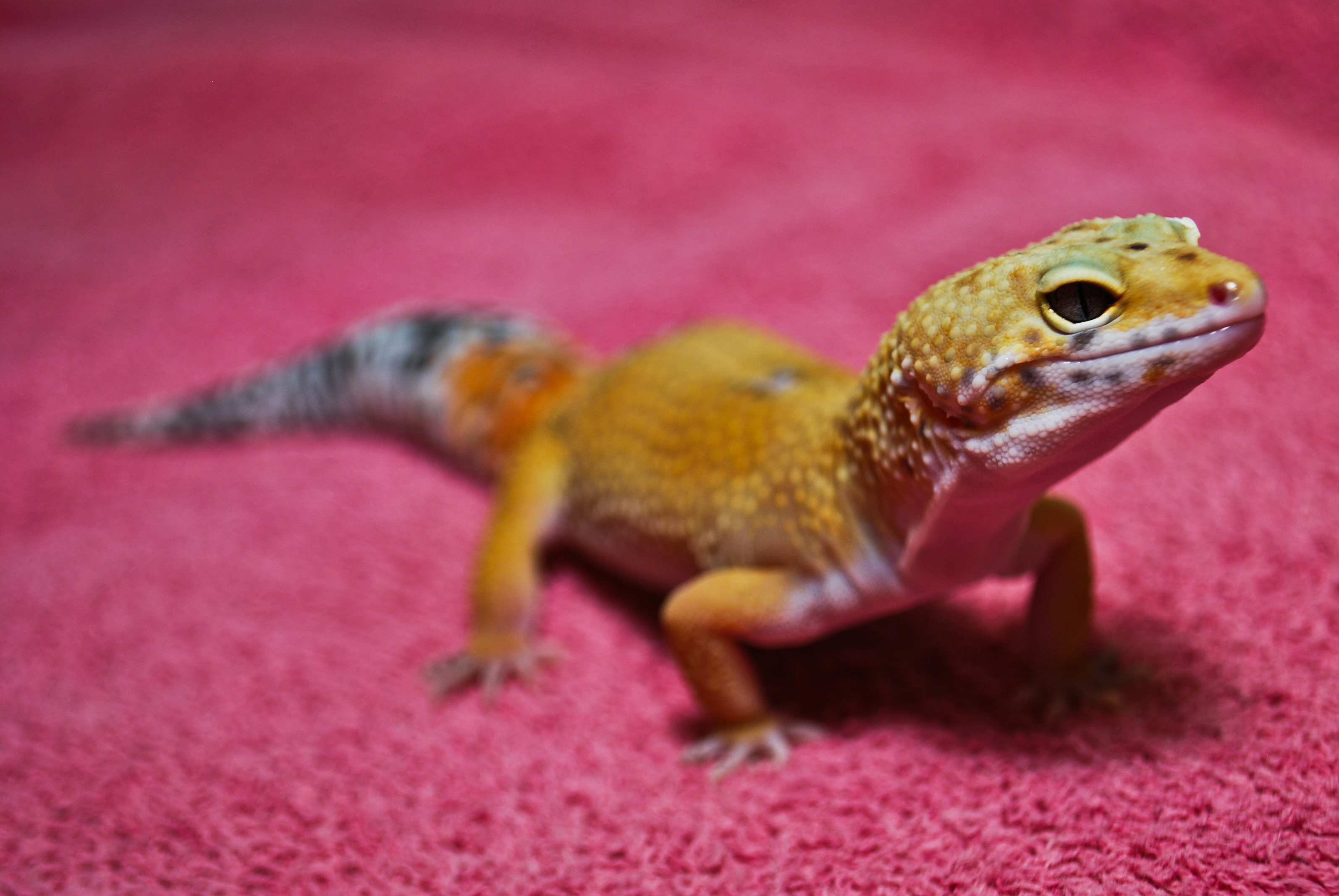
Esemplare in cattività. Da notare la differente colorazione rispetto al tipo selvatico ancestrale..

I gechi leopardo sono una delle specie lucertole più popolari tra quelle tenute come animale domestico, seconde solo ai draghi barbuti. Le loro piccole dimensioni, la robustezza e le cure relativamente semplici che richiedono, li rendono ottimi rettili per principianti. Si riproducono facilmente in cattività, e ad oggi la gran parte della popolazione si trova in cattività piuttosto che in natura.  A causa dell'estensivo allevamento e della selezione artificiale, gli animali in cattività mostrano una gamma di colori e modelli atipici. Le colorazioni differenti da quelle naturali vengono chiamate dagli appassionati "morph". I morph dei gechi leopardini sono l'espressione del genotipo nel fenotipo. Alcuni morph, come il "Lemon frost" risultano propensi allo sviluppo di patologie gravi. 
La convivenza nello stesso terrario di più esemplari è possibile solo per le coppie (1 maschio + 1/2 femmine) o per le femmine. In qualsiasi caso le dimensioni dei gechi dovranno essere simili tra loro e le dimensioni del terrario (quantità di nascondigli, tane, ciotole) dovrà permettere agli esemplari di vivere la loro individualità senza le attenzioni (indesiderate) dei coinquilini.
Questa specie deve la sua popolarità principalmente ai veloci ritmi di riproduzione e alla possibilità di generare individui morph, o di colorazioni diverse da quella ancestrale. A favorire la diffusione del geco leopardino come animale domestico, le numerose fiere animali giocano un ruolo fondamentale, permettendo agli allevatori di cedere i nuovi nati.

## Tassonomia
Sono note le seguenti sottospecie:
- Eublepharis macularius afghanicus Börner, 1976
- Eublepharis macularius fasciolatus Günther, 1864
- Eublepharis macularius macularius Blyth, 1854
- Eublepharis macularius montanus Börner, 1976
- Eublepharis macularius smithi Börner, 1981